# Диарра, Ибрахим
Ибрахим Диарра (фр. Ibrahim Diarra; 25 мая 1983, Париж — 18 декабря 2019, там же) — французский регбист, выступавший на позиции фланкера.

## Биография
В регби пришёл поздно, однако с лёгкостью стал игроком основы клуба «Вири-Шатильон» в дивизионе Федераль 1, где его заметил Пьер Ляфон и посоветовавший перейти ему в клуб «Монтобан» в центр нападения в 2003 году. В 2005 году Диарра поднялся уровнем выше и стал игроком клуба «Монтобан». Отметился как игрок «Монтобана» 3 марта 2008 года своей первой и последней игрой за сборную Франции — против Италии на Кубке шести наций того года (сборной Франции руководили Марк Льевремон, Эмиль Нтамак и Дидье Ретье).
С 2009 года Диарра играл в Топ 14 за «Кастр Олимпик», играя в третьей линии с такими звёздами, как Янник Кабальеро, Крис Масоэ и Энтони Клаассен, дойдя до финальных этапов розыгрыша Топ 14 в 2012 (полуфинал), 2013 (чемпион) и 2014 годах (финалист). Диарра стал любимцем публики в составе «Кастра». В июне 2012 года Диарра совершил турне по Японии в составе звёздного клуба «Барбарианс Франсез», сыграв дважды против Японии в Токио (победы 40:21 и 51:18), а в ноябре 2012 года сыграл третью игру против японцев в Гавре на Стад Осеан (победа 65:41).
В 2016 году Диарра покинул клуб, поскольку уже проигрывал конкуренцию другим игрокам команды, ведомой Кристофом Урьё. Доигрывал в командах «Сексьон Палуаз» и «Лавор». После окончания карьеры продавал спортивную атрибутику клуба «Монтальбан».
18 декабря 2019 года умер в результате инсульта.

## Семья
Сводный брат — Моамаду Диарра, игрок клуба «Монтальбан» и сборной Сенегала по регби-15 и регби-7. Двоюродный брат — Джибриль Камара, вингер клубов «Стад Франсе» и «Авирон Байонне».

## Стиль игры
Выделялся отличным выступлением в схватках, эффективными захватами и единоборствами, что позволило ему сыграть за сборную Франции в 2008 году.

## Достижения
- Чемпион Франции: 2012/2013[фр.] (Кастр Олимпик)
- Победитель Про Д2: 2005/2006[фр.] (Монтобан)
- Победитель Федераль 1: 2017/2018[фр.] (Лавор)